# Fritzenfluh
Die Fritzenfluh (auch Fritzeflue geschrieben) ist ein Strassenpass im Emmental im Schweizer Kanton Bern. Die Passhöhe liegt auf 929 m ü. M. und verbindet die Gemeinde Sumiswald im Emmental mit Wyssachen und Eriswil im Oberaargau.

## Lage
Der Pass mit der 1861 fertiggebauten Strasse liegt im hügeligen Emmental im Napfgebirge zwischen dem Emmental im Süden und dem Langetental im Norden. Auf der Gemeindegrenze von Sumiswald und Wyssachen befinden sich ein kurzer und schmaler Tunnel und nördlich davon das Restaurant «Fritzenfluh».